# Cerovec pri Trebelnem
Cerovec pri Trebelnem je naselje u slovenskoj Općini Mokronog - Trebelnu. Cerovec pri Trebelnem se nalazi u pokrajini Dolenjskoj i statističkoj regiji Donjoposavskoj regiji. 

## Stanovništvo
Prema popisu stanovništva iz 2002. godine naselje je imalo 63 stanovnika.